# Glyphodes bitjealis
Glyphodes bitjealis là một loài bướm đêm trong họ Crambidae.